# Dano
Dano ist die Hauptstadt der Provinz Ioba im Süden Burkina Fasos und mehrheitlich von Dagara bewohnt. Der Ortsname stammt jedoch von den schon vorher dort siedelnden Phuo.